# Lijst van nummer 1-hits in de Nederlandse Single Top 100 in 1990
Deze hits stonden in 1990 op nummer 1 in de Nationale Hitparade, de voorloper van de huidige Nederlandse Single Top 100.
| Nummer | Datum        | Artiest                             | Titel                               |
| ------ | ------------ | ----------------------------------- | ----------------------------------- |
| 337    | 6 januari    | Phil Collins                        | Another day in paradise             |
| 338    | 13 januari   | Lisa Stansfield                     | All around the world                |
| 339    | 20 januari   | Tol & Tol                           | Eleni                               |
|        | 27 januari   | Tol & Tol                           | Eleni                               |
| 340    | 3 februari   | 2 Live Crew                         | Me so horny                         |
|        | 10 februari  | 2 Live Crew                         | Me so horny                         |
|        | 17 februari  | 2 Live Crew                         | Me so horny                         |
| 341    | 24 februari  | Sinéad O'Connor                     | Nothing compares 2 U                |
|        | 3 maart      | Sinéad O'Connor                     | Nothing compares 2 U                |
|        | 10 maart     | Sinéad O'Connor                     | Nothing compares 2 U                |
|        | 17 maart     | Sinéad O'Connor                     | Nothing compares 2 U                |
|        | 24 maart     | Sinéad O'Connor                     | Nothing compares 2 U                |
|        | 31 maart     | Sinéad O'Connor                     | Nothing compares 2 U                |
|        | 7 april      | Sinéad O'Connor                     | Nothing compares 2 U                |
| 342    | 14 april     | Snap!                               | The power                           |
|        | 21 april     | Snap!                               | The power                           |
|        | 28 april     | Snap!                               | The power                           |
|        | 5 mei        | Snap!                               | The power                           |
|        | 12 mei       | Snap!                               | The power                           |
| 343    | 19 mei       | The Rolling Stones                  | Paint it, black                     |
|        | 26 mei       | The Rolling Stones                  | Paint it, black                     |
|        | 2 juni       | The Rolling Stones                  | Paint it black                      |
|        | 9 juni       | The Rolling Stones                  | Paint it black                      |
|        | 16 juni      | The Rolling Stones                  | Paint it black                      |
| 344    | 23 juni      | Vaya Con Dios                       | What's a woman?                     |
|        | 30 juni      | Vaya Con Dios                       | What's a woman?                     |
|        | 7 juli       | Vaya Con Dios                       | What's a woman?                     |
|        | 14 juli      | Vaya Con Dios                       | What's a woman?                     |
| 345    | 21 juli      | Adventures of Stevie V              | Dirty cash (Money talks)            |
|        | 28 juli      | Adventures of Stevie V              | Dirty cash (Money talks)            |
| 346    | 4 augustus   | MC Hammer                           | U can't touch this                  |
|        | 11 augustus  | MC Hammer                           | U can't touch this                  |
|        | 18 augustus  | MC Hammer                           | U can't touch this                  |
|        | 25 augustus  | MC Hammer                           | U can't touch this                  |
|        | 1 september  | MC Hammer                           | U can't touch this                  |
| 347    | 8 september  | Londonbeat                          | I've been thinking about you        |
|        | 15 september | Londonbeat                          | I've been thinking about you        |
|        | 22 september | Londonbeat                          | I've been thinking about you        |
| 348    | 29 september | Matthias Reim                       | Verdammt, ich lieb' Dich            |
|        | 6 oktober    | Matthias Reim                       | Verdammt, ich lieb' Dich            |
|        | 13 oktober   | Matthias Reim                       | Verdammt, ich lieb' Dich            |
|        | 20 oktober   | Matthias Reim                       | Verdammt, ich lieb' Dich            |
|        | 27 oktober   | Matthias Reim                       | Verdammt, ich lieb' Dich            |
|        | 3 november   | Matthias Reim                       | Verdammt, ich lieb' Dich            |
| 349    | 10 november  | Steve Miller Band                   | The joker                           |
|        | 17 november  | Steve Miller Band                   | The joker                           |
| 350    | 24 november  | Maria McKee                         | Show me heaven                      |
| 351    | 1 december   | The Righteous Brothers              | Unchained melody                    |
|        | 8 december   | The Righteous Brothers              | Unchained melody                    |
| 352    | 15 december  | Enigma                              | Sadeness (Part I)                   |
| 353    | 22 december  | Vanilla Ice                         | Ice ice baby                        |
|        | 29 december  | Geen Nationale Hitparade verschenen | Geen Nationale Hitparade verschenen |